# Anne-Marie Leduc
Pour les articles homonymes, voir Leduc.
 Anne-Marie Leduc, née le 18 mars 1937 à Ventron, est une skieuse alpine française.

## Biographie

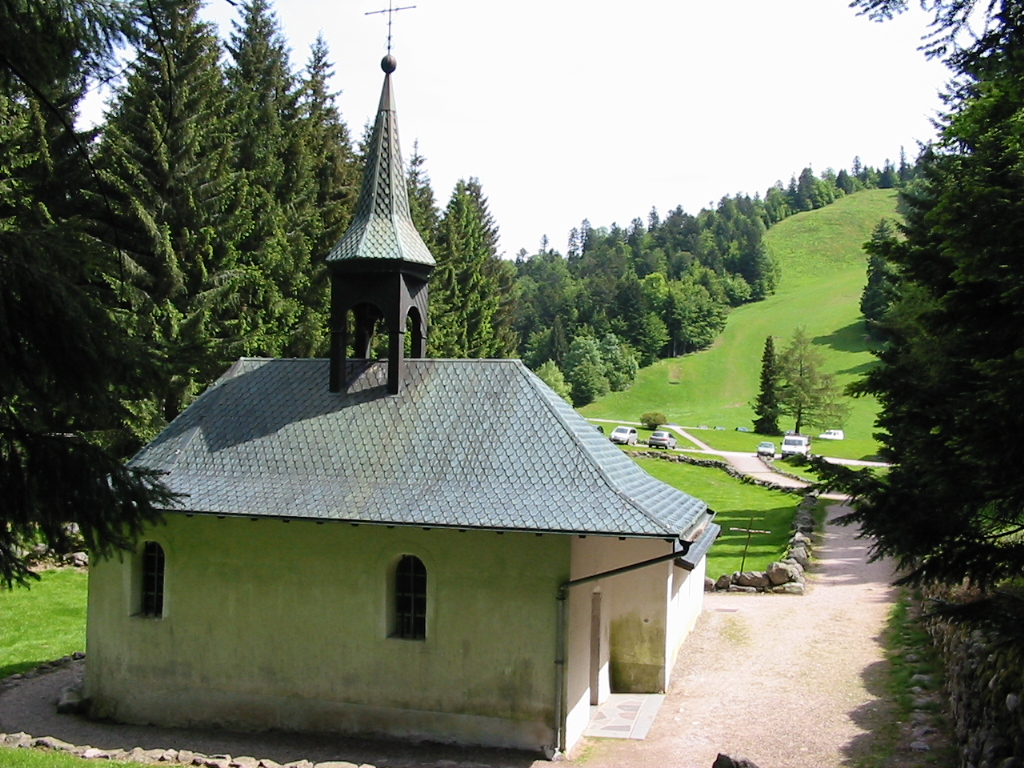
Ermitage Frère Joseph

Emile Leduc et Marie-Jeanne Valdenaire s'installent en 1922 à l'Ermitage Frère-Joseph sur la commune de Ventron dans les Vosges. Onze enfants naissent de leur union. Anne-Marie Leduc est la benjamine. Les onze frères et sœurs s'illustrent dans le ski. Ils seront tous diplômés moniteurs de ski et disputeront les championnats de France. Quatre parmi eux intègrent l'équipe de France de ski alpin : Antoine l'aîné puis ses trois sœurs Marguerite, Anne-Marie et Thérèse. Ces dernières sont sélectionnées pour les Jeux olympiques de 1960 à Aspen et pour la première fois de l'histoire des jeux, trois sœurs sont alignées dans la même épreuve : le slalom (qu'elles terminent à la 4e, 17e et 19e places).
Anne-Marie Leduc remporte en 1959 le slalom du Critérium de la première neige à Val d'Isère. Elle dispute les jeux olympiques de 1960 à Aspen. Outre sa 17e place dans le slalom, elle y obtient une bonne 8e place dans le slalom géant. En 1961, elle est sacrée championne de France de slalom à Morzine. L'année suivante, elle dispute les championnats du monde à Chamonix. elle y prend une belle 6e place dans le slalom.
Après sa carrière, elle se consacre au développement de l'affaire familiale jusqu'en 1995.

## Palmarès

### Jeux olympiques
| Épreuve / Édition    | Descente | Slalom géant | Slalom |
| -------------------- | -------- | ------------ | ------ |
| JO 1960 Squaw Valley | —        | 8e           | 17e    |

### Championnats du monde
| Épreuve / Édition      | Descente | Slalom géant | Slalom | Combiné |
| ---------------------- | -------- | ------------ | ------ | ------- |
| JO 1960 Squaw Valley   | —        | 8e           | 17e    | —       |
| Mondiaux 1962 Chamonix | 14e      | —            | 6e     | —       |

### Championnats de France Elite
| Édition / Epreuve                        | Descente | Slalom géant | Slalom | Combiné |
| ---------------------------------------- | -------- | ------------ | ------ | ------- |
| Les données manquantes sont à compléter. |          |              |        |         |
| Championnats 1961 Morzine                | -        | -            | Or     | -       |

## Articles annexes
- Meilleures performances françaises aux Championnats du monde de ski alpin
- Meilleures performances françaises en ski alpin aux Jeux olympiques